# Cătălin Ivașcă
Catalin Augustin Ivașcă (n. 7 aprilie 1980) este un jucător de fotbal român în prezent legitimat la Unirea Slobozia.

## Primul joc în Liga I
| Data       | Club                  | Club advers     | Competiție | Scor |
| ---------- | --------------------- | --------------- | ---------- | ---- |
| 25.08.2006 | Ceahlăul Piatra-Neamț | Unirea Urziceni | Divizia A  | 2-1  |
|            |                       |                 |            |      |

## Meciuri jucate
| Nr. meciuri | Competiție | Goluri | Cartonașe galbene | Cartonașe roșii |
| ----------- | ---------- | ------ | ----------------- | --------------- |
| 12          | Liga I     | 0      | -                 |                 |
| 60          | Liga II    | 7      | -                 |                 |
|             |            |        |                   |                 |

## Statistici
| Sezon     | Club                  | Competiție | Apariții | Goluri |
| --------- | --------------------- | ---------- | -------- | ------ |
| 2004-2005 | FC Botoșani           | Divizia B  | 25       | 2      |
| 2005-2006 | FC Botoșani           | Divizia B  | 13       | 3      |
| 2005-2006 | Ceahlăul Piatra-Neamț | Divizia B  | 11       | 1      |
| 2006-2007 | Ceahlăul Piatra-Neamț | Divizia A  | 12       | 0      |
| 2006-2007 | Cetatea Suceava       | Divizia B  | 11       | 1      |
| 2007-2008 | FC Prefab 05 Modelu   | Divizia B  | -        | 0      |
| Total     | Total                 | Total      | 72       | 7      |